# Haysville (Pennsylvanie)
Pour les articles homonymes, voir Haysville.
Haysville est un borough américain situé dans le comté d'Allegheny en Pennsylvanie.
Selon le recensement de 2010, Haysville compte 70 habitants. C'est la municipalité la moins peuplée du comté. Elle s'étend sur 0,23 mille carré (0,6 km2), dont 0,06 mille carré (0,16 km2) d'étendues d'eau.
La localité est fondée dans les années 1850 lorsque le capitaine John Hay y ouvre une auberge, espérant profiter des sources de la ville,. Elle prend le nom de Haysville lors de l'arrivée du Pittsburgh, Fort Wayne and Chicago Railway. Haysville devient une municipalité en 1902, adoptant le statut de borough.